# Batodromeus graueri
Batodromeus graueri är en insektsart som beskrevs av Max Beier 1954. Batodromeus graueri ingår i släktet Batodromeus och familjen vårtbitare. Inga underarter finns listade i Catalogue of Life.